# Valentinusmuseum

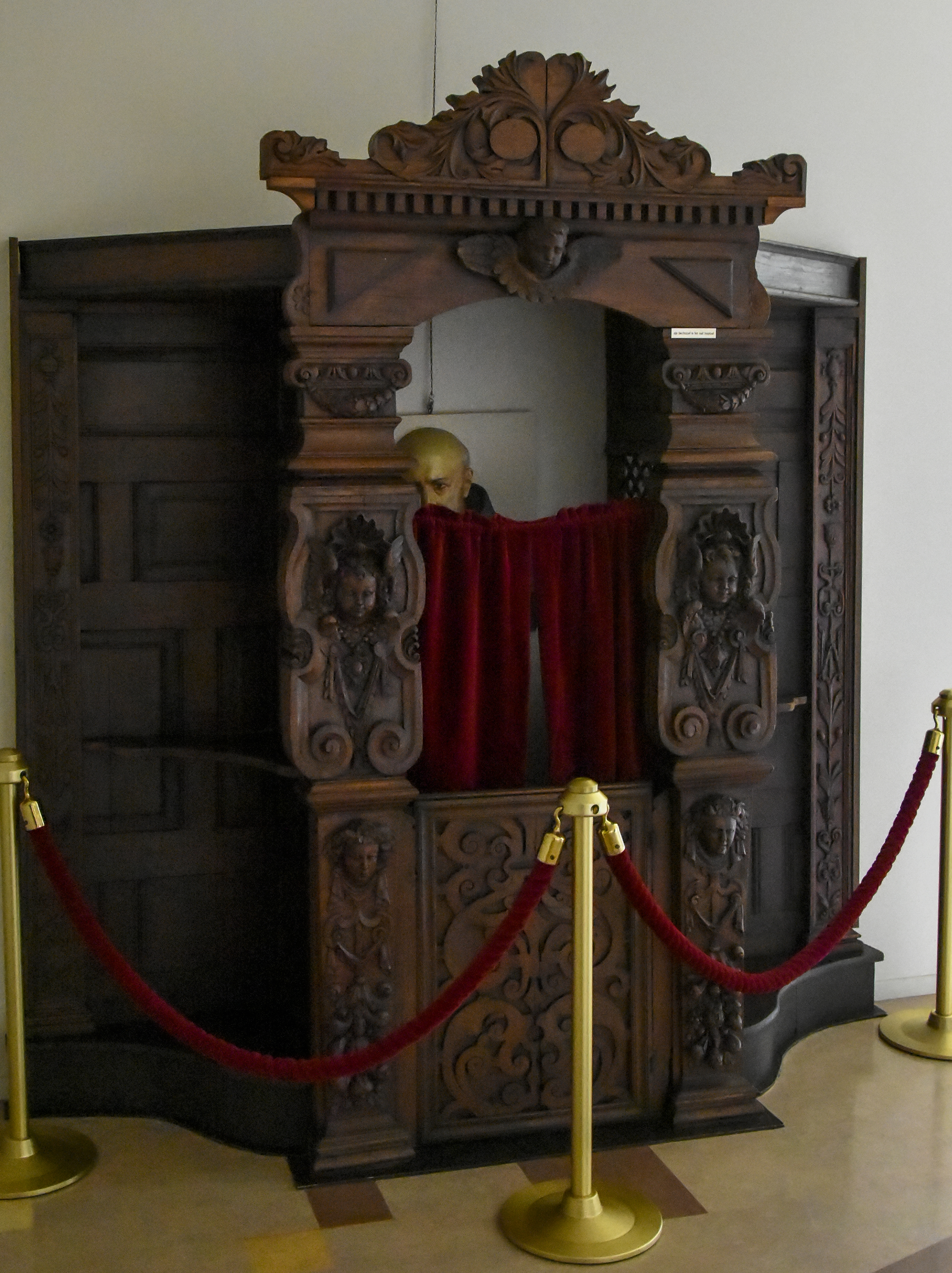
In het Valentinusmuseum

Het Valentinusmuseum is een museum in Hasselt in de Minderbroedersstraat, gewijd aan het leven van de zalige Valentinus Paquay.
Het werd opgericht in de voormalige ziekenzaal van het Minderbroedersklooster, naast de Sint-Rochuskerk waar Valentinus de biecht hoorde. Valentinus Paquay bracht de laatste weken van zijn leven in de ziekenzaal door. Zijn doodsbed en het overige meubilair staan nog altijd op dezelfde plaats.
Het museum bestaat uit een dertiental compartimenten. Meubels en voorwerpen uit het ouderlijk huis in Tongeren, familieportretten, intrede in de orde, een kopie van zijn cel, zijn apostolaat in Hasselt, de ziekenkapel, zijn jubileumviering van 50 jaar religieus leven, zijn overleven, de eerste tekenen van diepe waardering, zijn overbrenging naar de grafkapel, de erkenning van zijn voorbeeldig christelijk leven en zijn zaligverklaring in 2003. De binnenkoer en de kleine receptiezaal zijn versierd met beelden en schilderwerken.